# Mikrokogeneracja
Mikrokogeneracja (ang. micro-cogeneration), microCHP (ang. Micro Combined Heat and Power) – odmiana kogeneracji, proces technologiczny polegający na skojarzonej produkcji energii cieplnej i energii elektrycznej w oparciu o wykorzystanie urządzeń małych i średnich mocy.
Mikrokogeneracja może być stosowana we wszystkich obiektach, w których występuje jednoczesne zapotrzebowanie na energię elektryczną i energię cieplną. Największe korzyści ze stosowania mikrokogeneracji uzyskuje się w obiektach, w których zapotrzebowanie na te dwa typy energii jest mało zmienne bądź stałe. Dlatego też, najczęstszymi użytkownikami układów skojarzonych są zarówno odbiorcy indywidualni, jak również szpitale i ośrodki edukacyjne, centra sportowe, hotele i obiekty użyteczności publicznej.
Wysoka sprawność układów skojarzonych pozwala na efektywne wykorzystanie energii zawartej w dostarczanym do urządzenia paliwie, co w efekcie redukuje koszt wytworzenia energii. Wśród innych korzyści mikrokogeneracji można wymienić niższe koszty energii dla użytkowników, obniżenie zużycia paliw, redukcję emisji zanieczyszczeń oraz ograniczenie strat przesyłowych.

## Działanie
W systemie microCHP energia pierwotna w postaci gazu ziemnego i płynnego, oleju napędowego, biomasy i innych, jest przetwarzana na energię elektryczną i cieplną. Sprawność całkowita układu wynosi około 90%. Energia elektryczna wytwarzana jest w generatorze napędzanym silnikiem cieplnym, którego sprawność zawiera się w przedziale (10–40)%. Ciepło uzyskiwane w efekcie spalania paliw jest odzyskiwane w systemie wymienników ciepła i stanowi (50–80)% energii pierwotnej.

## Technologie Micro-CHP
W perspektywie potrzeby poszukiwania alternatywnych rozwiązań powstały lub nadal trwają prace nad coraz nowszymi systemami, stosowanymi w układach skojarzonego wytwarzania ciepła i energii elektrycznej.
Obecnie możemy wyróżnić kilka głównych systemów, w oparciu o ich budowę:
- silniki tłokowe,
- mikroturbina,
- układy z silnikami Stirlinga,
- organiczny obieg Rankine’a,
- ogniwa paliwowe.